# Föryngringspartiet
Föryngringspartiet (fyp) var ett politiskt parti som satt i kommunfullmäktige i Svedala kommun 2002-2010. Partiet var det sjätte största partiet i Svedala kommun av totalt tio partier. Föryngringspartiet var sedan valet 2006 representerat i alla utskott inom kommunen. Efter valet 2006 satt man även med i kommunstyrelsen med en ledamot och en ersättare. Föryngringspartiet bildades 2001 när det fanns ett förslag till att lägga ner kommunens fältgrupp. Frontfigurerna bakom bildandet av partiet var Lars Lundgren som lämnade partiet 2008 och Reino Lindberg som satt i fullmäktige fram till partiets nedläggning 2010.

## Valresultat
| År   | Röster | %    | Mandat  |
| ---- | ------ | ---- | ------- |
| 2002 | 486    | 4,45 | 2 av 45 |
| 2006 | 538    | 4,61 | 2 av 45 |